# Martin Gorostidi
Martin Gorostidi Altuna (Amézqueta, Guipúzcoa, 1913 - Bilbao, Vizcaya, 1988) fue un músico español.
Nace en Amézqueta (Guipúzcoa) en 1913. Realizó sus estudios musicales con Eduardo Mocoroa en Tolosa, y Luis Urteaga; amplió estudios musicales con Benito García de la Parra en Madrid. Profesó en los Padres Sacramentinos de Tolosa el año 1932, ordenándose sacerdote en 1940. Fue organista, pero su actividad más destacada fue la dirección de coros infantiles, desplegando una intensa labor al frente de la Escolanía de Tiples de la Sagrada Familia de Madrid. Fallece en Bilbao el año 1988. Escribió varios artículos sobre la importancia y formación de escolanías de niños.
Es autor principalmente de obras de música religiosa, buena parte de ellas para voces blancas, así como de composiciones para órgano.

## Obras
- 12 Melodías vascas. II cuaderno. (org)
- 24 Melodías vascas (org)
- Alabatua (VV/org)
- Alleluia (Co/S/A/T/B/org)
- Ave María (S/S/A/A/org)
- Birjiña maite	(VV/org)
- Cantantibus organis (VV/org)
- Hac note (S/A/T/B/org)
- Junto al Sagrario (VV/org)
- Laudate Pueri Dominum = Alabad, niños al Señor (VV/org)
- Meza nagusia (Co/org)
- Misa Angelica	(Ti/A/org)
- Misa Comunitaria Infantil (VV/org)
- Misa de la Asamblea Santa (Co/org)
- Missa en honor de San Pío X = Missa in honorem Sacti Pii X (T/T/Br/B/org)
- Missa festiva in honorem Sancti Joseph (Ti/Ti/org)
- Missa festiva in honorem Sanctissimi Sacramenti (T/T/B/org)
- Missa in honorem Beati Petri Juliani eymard (T/T/B/org)
- Missa in honorem Sacti Pii X (S/A/T/B/org)
- Pro Benedictionibus Sanctissimi Sacramenti (Co/org)
- Sacerdotes domini (VV/org)
- Tu célico socorro (Co/org)
- Zer ogi (VV/org)